# مطار كن تاه الدولي

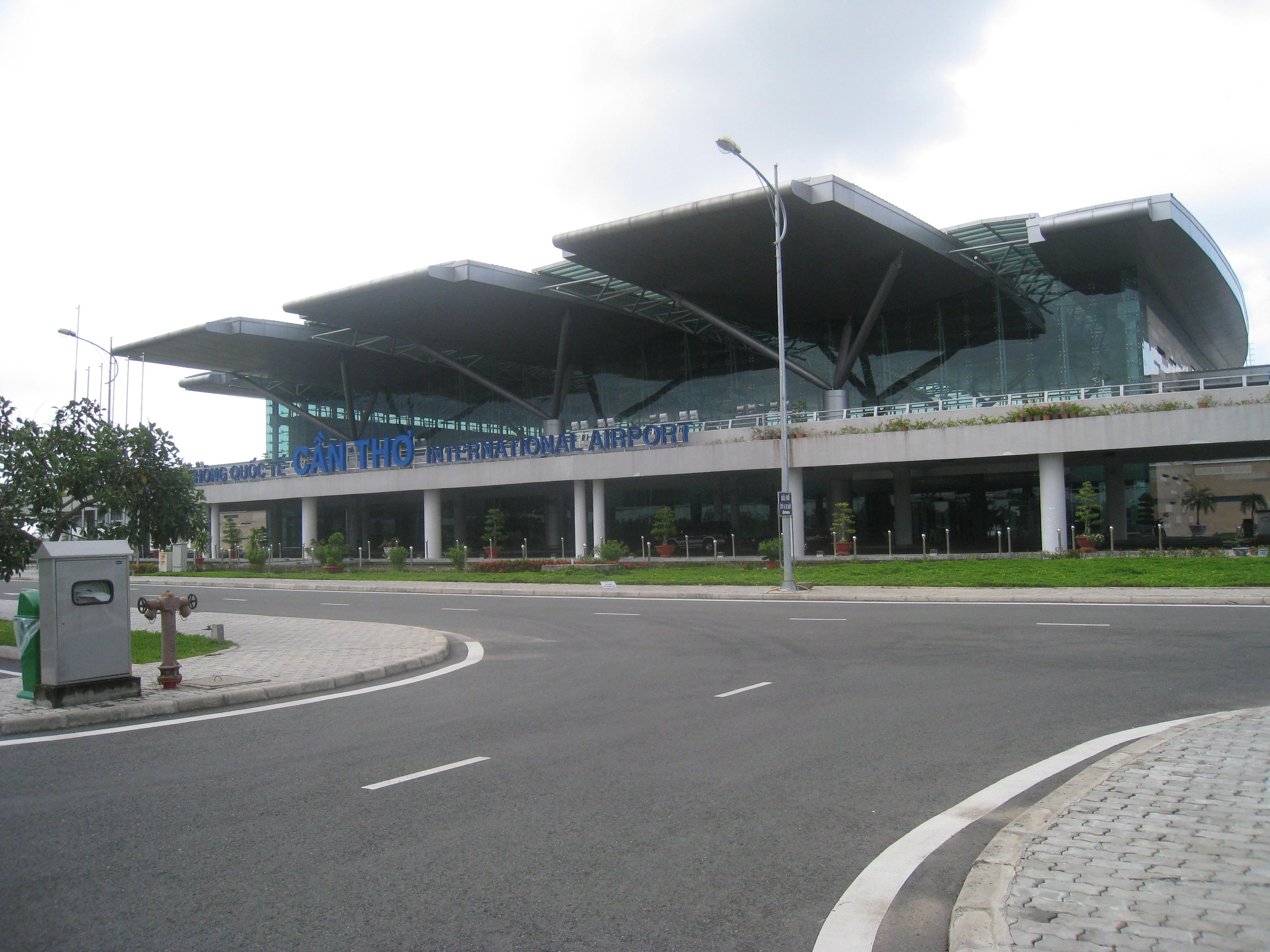
مطار كن تاه الدولي

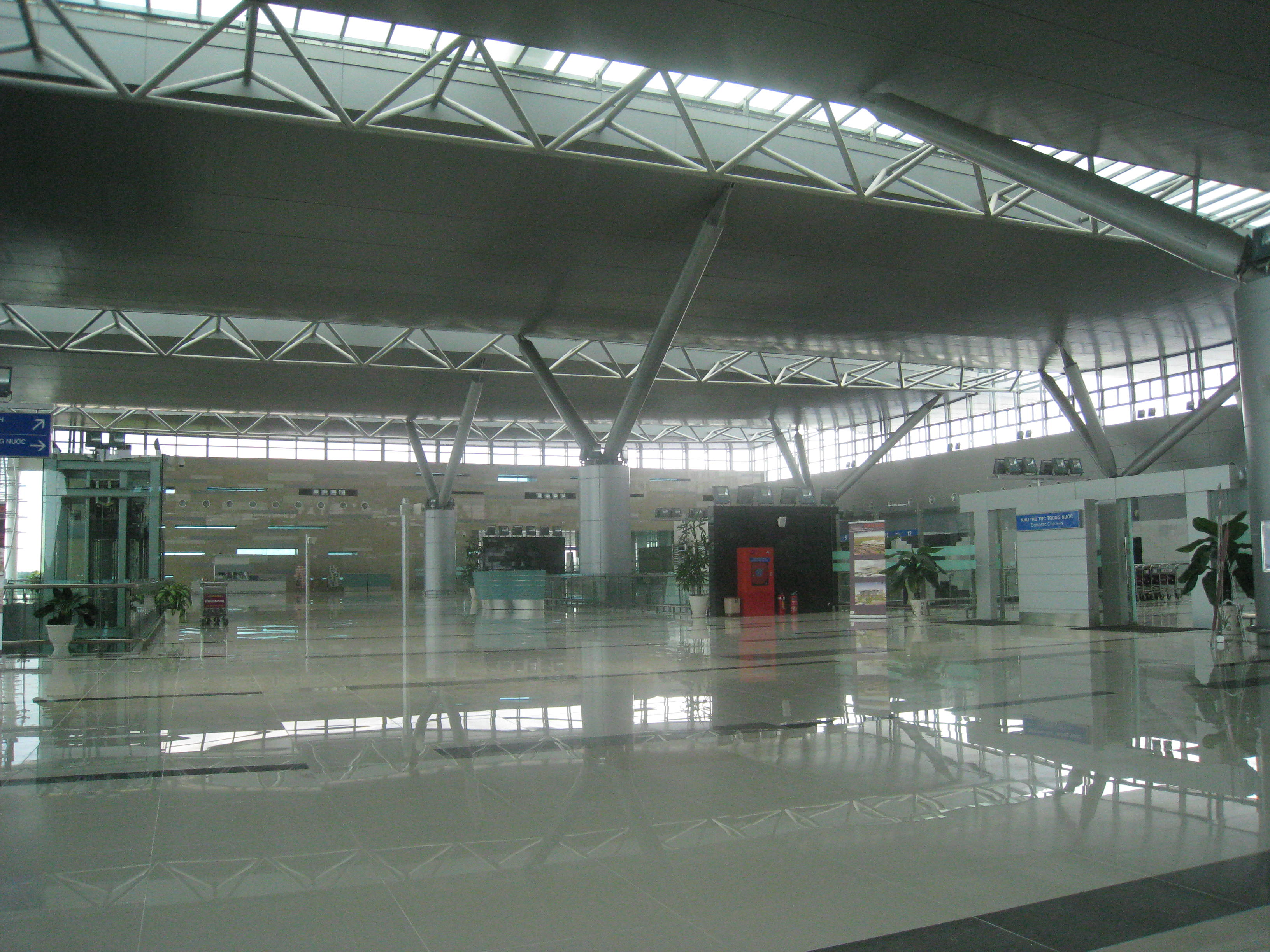
داخل المطار

مطار كن تاه الدولي (إياتا: VCA، إيكاو: VVCT)(بالفيتنامية: Sân bay Quốc tế Cần Thơ)‏ هو مطار يقع في مدينة كن تاه في دلتا ميكونغ في فيتنام.
تم افتتاح المطار في 1 يناير 2011 بتكلفة 150 مليون دولار أمريكي.بهدف خدمة 5 ملايين مسافر في السنة.

## شركات الطيران والوجهات
| شركـات طيـران            | الوجهات |
| ------------------------ | --- |
| طيران آسيا               | مطار كوالالمبور الدولي |
| بامبو إيرويز             | Con Dao ‏، مطار لين خونج، مطار دا نانغ الدولي، Hai Phong ‏، مطار نوي باي الدولي، مطار كام رانه الدولي، مطار فو كوك الدولي، Qui Nhon ‏، مطار فينه الدولي                                                       |
| طيران آسيا (تايلاند)     | مطار دون موينغ |
| Thai Vietjet Air         | عارض: مطار سوفارنابومي الدولي |
| خطوط فيت جيت             | مطار لين خونج، مطار دا نانغ الدولي، Hai Phong ‏، Ha Long ‏، مطار نوي باي الدولي، مطار كام رانه الدولي، مطار إنتشون الدولي، مطار تايوان تاويوان الدولي، مطار ثو شوان، مطار فينه الدولي                        |
| الخطوط الجوية الفيتنامية | Buon Ma Thuot ‏، Con Dao ‏، مطار لين خونج، مطار دا نانغ الدولي، Hai Phong ‏، مطار نوي باي الدولي، مطار فو كوك الدولي، مطار فينه الدولي عارض: مطار تايوان تاويوان الدولي، مطار تايتشونغ، مطار كاوهسيونغ الدولي |